# Метаванадат свинца(II)
Метаванадат свинца(II) — неорганическое соединение,
соль свинца и ванадиевой кислоты
с формулой Pb(VO3)2,
жёлтые кристаллы,
не растворяется в воде.

## Получение
- Обменная реакция растворимой соли свинца и метаванадата аммония:

{\displaystyle {\mathsf {Pb(NO_{3})_{2}+2NH_{4}VO_{3}\ {\xrightarrow {}}\ Pb(VO_{3})_{2}\downarrow +2NH_{4}NO_{3}}}}

## Физические свойства
Метаванадат свинца(II) образует жёлтые кристаллы
ромбической сингонии, пространственная группа P nma, параметры ячейки a = 0,9771 нм, b = 0,3684 нм, c = 1,2711 нм, Z = 4
.
Не растворяется в воде.

## Применение
- Пигмент.
- Катализатор в органическом синтезе [2].